# Индия на летних Олимпийских играх 2024

## Квалификация
| № п/п | Вид спорта           | Мужчины        | Мужчины                | Женщины        | Женщины                | Всего          | Всего                  |
| № п/п | Вид спорта           | Завоевано квот | Количество спортсменов | Завоевано квот | Количество спортсменов | Завоевано квот | Количество спортсменов |
| ----- | -------------------- | -------------- | ---------------------- | -------------- | ---------------------- | -------------- | ---------------------- |
| 1     | Академическая гребля | 1              | 1                      |                |                        | 1              | 1                      |
| 2     | Бадминтон            | 3              | 4                      | 2              | 3                      | 5              | 7                      |
| 3     | Бокс                 |                |                        | 3              | 3                      | 3              | 3                      |
| 4     | Борьба               | 1              | 1                      | 5              | 5                      | 6              | 6                      |
| 5     | Конный спорт         | 1              | 1                      |                |                        | 1              | 1                      |
| 6     | Лёгкая атлетика      | 8              | 12                     | 3              | 7                      | 12             | 19                     |
| 7     | Настольный теннис    | 3              | 3                      | 3              | 3                      | 6              | 6                      |
| 8     | Парусный спорт       | 1              | 1                      | 1              | 1                      | 2              | 2                      |
| 9     | Стрельба             | 10             | 10                     | 11             | 10                     | 21             | 20                     |
| 10    | Стрельба из лука     | 1              | 1                      |                |                        | 1              | 1                      |
| 11    | Тяжёлая атлетика     |                |                        | 1              | 1                      | 1              | 1                      |
| 12    | Хоккей на траве      | 1              | 16                     |                |                        | 1              | 16                     |
|       | ИТОГО                | 30             | 50                     | 29             | 33                     | 60             | 83                     |

## Медали
| Медаль | Спортсмен(ы) | Вид спорта | Дисциплина | Дата |
| ------ | ------------ | ---------- | ---------- | ---- |

| Вид спорта | 1 | 2 | 3 | Всего |

| Медали по датам | Медали по датам | Медали по датам | Медали по датам | Медали по датам | Медали по датам |
| --------------- | --------------- | --------------- | --------------- | --------------- | --------------- |
| Дата            | 1               | 2               | 3               | Всего           |                 |

## Состав команды
Академическая гребля
1. Балрадж Панвар[англ.]

 Бадминтон
1. Хасина Сунил Пранной
2. Лакшья Сен[англ.]
3. Сатвиксарадж Ранкиредди
4. Чираг Шетти
5. Пусарла Венката Синдху
6. Таниша Красто
7. Ашвини Поннаппа

 Бокс
1. Никхат Зарин[англ.]
2. Прити Павар[англ.]
3. Ловлина Боргохаин

 Борьба
Вольная борьба
1. Аман Сехрават
2. Винеш Пхогат
3. Антим Пангал
4. Аншу Малик
5. Ниша Дахия
6. Ритика Худа

 Конный спорт
1. Ануш Агарвалла[англ.]

 Лёгкая атлетика
1. Авинаш Сабль[англ.]
2. Акшадип Сингх[англ.]
3. Парамжит Сингх Бишт[англ.]
4. Викас Сингх[англ.]
5. Мурали Сришанкар[англ.]
6. Нирадж Чопра
7. Кишор Джена[англ.]
8. Квота8
9. Квота9
10. Квота10
11. Квота11
12. Квота12
13. Парул Чаудхари[англ.]
14. Приянка Госвами[англ.]
15. Квота3
16. Квота4
17. Квота5
18. Квота6
19. Квота7

 Настольный теннис
1. Шаратх Камал[англ.]
2. Хармит Десаи[англ.]
3. Манав Тхаккар[англ.]
4. Маника Батра
5. Срееджа Акула[англ.]
6. Арчана Каматх[англ.]

 Парусный спорт
1. Вишну Сараванан[англ.]
2. Нетра Куманан[англ.]

 Стрельба
1. Сандип Сингх[англ.]
2. Арджун Бабута[англ.]
3. Свапнил Кусале
4. Айшвари Пратап Сингх[англ.]
5. Сарабжот Сингх[англ.]
6. Арджун Сингх Чима[англ.]
7. Аниш Бханвала[англ.]
8. Виджайвир Сидху[англ.]
9. Бхоунеш Мендиратта[англ.]
10. Анантжит Сингх Нарука[англ.]
11. Сифт Каур Самра[англ.]
12. Анджум Муджил[англ.]
13. Рамита Джиндал[англ.]
14. Элавенил Валариван[англ.]
15. Эша Сингх[англ.]
16. Ману Бхакер
17. Ритм Сангван[англ.]
18. Раджешвари Кумари[англ.]
19. Ганемат Сехон[англ.]
20. Махешвари Чохан[англ.]

 Стрельба из лука
1. Дхираж Боммадевара[англ.]

 Тяжёлая атлетика
1. Саикхом Мирабаи Чану

 Хоккей на траве
1. Квота1
2. Квота2
3. Квота3
4. Квота4
5. Квота5
6. Квота6
7. Квота7
8. Квота8
9. Квота9
10. Квота10
11. Квота11
12. Квота12
13. Квота13
14. Квота14
15. Квота15
16. Квота16

## Академическая гребля
Индия завоевала одну квоту на участие в соревнованиях по академической гребле на Квалификационной регате Азии и Океании в Чхунджу, Корея.
Мужчины
| Спортсмен      | Дисциплина | Заезд | Заезд | Утеш. заезд | Утеш. заезд | Полуфиналы | Полуфиналы | Финалы | Финалы |
| Спортсмен      | Дисциплина | Время | Место | Время       | Место       | Время      | Место      | Время  | Место  |
| -------------- | ---------- | ----- | ----- | ----------- | ----------- | ---------- | ---------- | ------ | ------ |
| Балрадж Панвар | Одиночки   |       |       |             |             |            |            |        |        |

## Бадминтон
Индия завоевала пять квот на участие в олимпийском турнире по бадминтону в соответствии с Олимпийским рейтингом BWF.
Мужчины
| Спортсмен                           | Категория | Группы        | Группы        | Группы        | Группы | Выбывание     | Четвертьфиналы | Полуфиналы    | Финал / За 3 место | Финал / За 3 место |
| Спортсмен                           | Категория | Соперник Счет | Соперник Счет | Соперник Счет | Место  | Соперник Счет | Соперник Счет  | Соперник Счет | Соперник Счет      | Место              |
| ----------------------------------- | --------- | ------------- | ------------- | ------------- | ------ | ------------- | -------------- | ------------- | ------------------ | ------------------ |
| Хасина Сунил Пранной                | Одиночный |               |               |               |        |               |                |               |                    |                    |
| Лакшья Сен                          | Одиночный |               |               |               |        |               |                |               |                    |                    |
| Сатвиксарадж Ранкиредди Чираг Шетти | Пары      |               |               |               |        | —             |                |               |                    |                    |

Женщины
| Спортсмен                     | Категория | Группы        | Группы        | Группы        | Группы | Выбывание     | Четвертьфиналы | Полуфиналы    | Финал / За 3 место | Финал / За 3 место |
| Спортсмен                     | Категория | Соперник Счет | Соперник Счет | Соперник Счет | Место  | Соперник Счет | Соперник Счет  | Соперник Счет | Соперник Счет      | Место              |
| ----------------------------- | --------- | ------------- | ------------- | ------------- | ------ | ------------- | -------------- | ------------- | ------------------ | ------------------ |
| Пусарла Венката Синдху        | Одиночный |               |               |               |        |               |                |               |                    |                    |
| Таниша Красто Ашвини Поннаппа | Пары      |               |               |               |        | —             |                |               |                    |                    |

## Бокс
Индия завоевала четыре места в турнир по боксу на Азиатских играх 2022 в Ханчжоу, Китай.
| Спортсмен         | Категория        | 1 раунд            | 1/8 финала         | Четвертьфиналы     | Полуфиналы         | Финал              | Финал |
| Спортсмен         | Категория        | Соперник Результат | Соперник Результат | Соперник Результат | Соперник Результат | Соперник Результат | Место |
| ----------------- | ---------------- | ------------------ | ------------------ | ------------------ | ------------------ | ------------------ | ----- |
| Никхат Зарин      | Женщины до 50 кг | 0                  |                    |                    |                    |                    |       |
| Прити Павар       | Женщины до 54 кг | 0                  |                    |                    |                    |                    |       |
| Ловлина Боргохаин | Женщины до 75 кг | 0                  |                    |                    |                    |                    |       |

## Борьба
Индия завоевала одно место в женский турнир по вольной борьбе на Чемпионате мира по борьбе 2023 года в Белграде, Сербия, три места в женский турнир на Азиатском квалификационном турнире 2024 года в Бишкеке, Киргизия и по одному месту в мужской и женский турниры по вольной борьбе на Мировом квалификационном турнире 2024 года в Стамбуле, Турция.
Вольная борьба
| Спортсмен     | Категория        | 1/8 финала         | Четвертьфиналы     | Полуфиналы         | Утеш.поединки      | Финал / За 3 место | Финал / За 3 место |
| Спортсмен     | Категория        | Соперник Результат | Соперник Результат | Соперник Результат | Соперник Результат | Соперник Результат | Место              |
| ------------- | ---------------- | ------------------ | ------------------ | ------------------ | ------------------ | ------------------ | ------------------ |
| Аман Сехрават | Мужчины до 57 кг |                    |                    |                    |                    |                    |                    |
| Винеш Пхогат  | Женщины до 50 кг |                    |                    |                    |                    |                    |                    |
| Антим Пангал  | Женщины до 53 кг |                    |                    |                    |                    |                    |                    |
| Аншу Малик    | Женщины до 57 кг |                    |                    |                    |                    |                    |                    |
| Ниша Дахия    | Женщины до 68 кг |                    |                    |                    |                    |                    |                    |
| Ритика Худа   | Женщины до 76 кг |                    |                    |                    |                    |                    |                    |

## Конный спорт
Индия получила одно место в личных соревнованиях по выездке по рейтингу FEI.

### Выездка
| Спортсмен      | Лошадь | Дисциплина    | Гран При | Гран При | Специальный Гран При | Специальный Гран При | Произвольный Гран При | Произвольный Гран При | Сумма | Сумма |
| Спортсмен      | Лошадь | Дисциплина    | Баллы    | Место    | Баллы                | Место                | Техника               | Артистизм             | Баллы | Место |
| -------------- | ------ | ------------- | -------- | -------- | -------------------- | -------------------- | --------------------- | --------------------- | ----- | ----- |
| Ануш Агарвалла |        | Личный турнир |          |          | —                    | —                    |                       |                       |       |       |

## Легкая атлетика
Индийские легкоатлеты выполнили нормативы для участия в Играх 2024 года, пройдя прямую квалификацию или по мировому рейтингу, в следующих соревнованиях (максимум по 3 спортсмена в каждом):
Беговые дисциплины
Мужчины
| Спортсмен           | Дисциплина            | Забеги    | Забеги | Утеш. забеги | Утеш. забеги | Полуфиналы | Полуфиналы | Финал     | Финал |
| Спортсмен           | Дисциплина            | Результат | Место  | Результат    | Место        | Результат  | Место      | Результат | Место |
| ------------------- | --------------------- | --------- | ------ | ------------ | ------------ | ---------- | ---------- | --------- | ----- |
| Авинаш Сабль        | 3000 м с/пр           |           |        | —            | —            | —          | —          |           |       |
| Акшадип Сингх       | Ходьба 20 км          | —         | —      | —            | —            | —          | —          |           |       |
| Парамжит Сингх Бишт | Ходьба 20 км          | —         | —      | —            | —            | —          | —          |           |       |
| Викас Сингх         | Ходьба 20 км          | —         | —      | —            | —            | —          | —          |           |       |
|                     | Эстафета 4×400 метров |           |        | —            | —            | —          | —          |           |       |

Женщины
| Спортсмен       | Дисциплина            | Забеги    | Забеги | Утеш. забеги | Утеш. забеги | Полуфиналы | Полуфиналы | Финал     | Финал |
| Спортсмен       | Дисциплина            | Результат | Место  | Результат    | Место        | Результат  | Место      | Результат | Место |
| --------------- | --------------------- | --------- | ------ | ------------ | ------------ | ---------- | ---------- | --------- | ----- |
| Парул Чаудхари  | 3000 м с/пр           |           |        | —            | —            | —          | —          |           |       |
| Приянка Госвами | Ходьба 20 км          | —         | —      | —            | —            | —          | —          |           |       |
|                 | Эстафета 4×400 метров |           |        | —            | —            | —          | —          |           |       |

Микст
| Спортсмен                     | Дисциплина      | Забеги    | Забеги | Финал     | Финал |
| Спортсмен                     | Дисциплина      | Результат | Место  | Результат | Место |
| ----------------------------- | --------------- | --------- | ------ | --------- | ----- |
| Акшадип Сингх Приянка Госвами | Ходьба эстафета | —         | —      |           |       |

Технические дисциплины
Мужчины
| Спортсмен        | Дисциплина     | Полуфиналы | Полуфиналы | Финал     | Финал |
| Спортсмен        | Дисциплина     | Результат  | Место      | Результат | Место |
| ---------------- | -------------- | ---------- | ---------- | --------- | ----- |
| Мурали Сришанкар | Прыжки в длину |            |            |           |       |
| Нирадж Чопра     | Метание копья  |            |            |           |       |
| Кишор Джена      | Метание копья  |            |            |           |       |

## Настольный теннис
Индия завоевала право выставить мужскую и женскую команду, а также автоматически по два игрока в мужском и женском индивидуальных турнирах по рейтингу ITTF среди команд.
| Спортсмен                                | Дисциплина      | Предварит.         | 1 Раунд            | 2 Раунд            | 3 Раунд            | 1/8                | Четвертьфиналы     | Полуфиналы         | Финал / За 3 место | Финал / За 3 место |
| Спортсмен                                | Дисциплина      | Соперник Результат | Соперник Результат | Соперник Результат | Соперник Результат | Соперник Результат | Соперник Результат | Соперник Результат | Соперник Результат | Место              |
| ---------------------------------------- | --------------- | ------------------ | ------------------ | ------------------ | ------------------ | ------------------ | ------------------ | ------------------ | ------------------ | ------------------ |
| Шаратх Камал                             | Мужчины личное  |                    |                    |                    |                    |                    |                    |                    |                    |                    |
| Хармит Десаи                             | Мужчины личное  |                    |                    |                    |                    |                    |                    |                    |                    |                    |
| Шаратх Камал Хармит Десаи Манав Тхаккар  | Мужчины команды | —                  | —                  | —                  | —                  |                    |                    |                    |                    |                    |
| Маника Батра                             | Женщины личное  |                    |                    |                    |                    |                    |                    |                    |                    |                    |
| Срееджа Акула                            | Женщины личное  |                    |                    |                    |                    |                    |                    |                    |                    |                    |
| Маника Батра Срееджа Акула Арчана Каматх | Женщины команды | —                  | —                  | —                  | —                  |                    |                    |                    |                    |                    |

## Парусный спорт
Индия завоевала право выставить одну лодку (яхту) в классе ILCA 7 по результатам Чемпионата мира в классах ILCA 6 и ILCA7 2024 года. Еще одно место в классе ILCA 6 Индия получила по программе Emerging Nations.
Медальные гонки
| Спортсмен       | Дисциплина     | Гонка | Гонка | Гонка | Гонка | Гонка | Гонка | Гонка | Гонка | Гонка | Гонка | Гонка | Гонка | Гонка | Гонка | Гонка | Гонка | Баллы | Место |
| Спортсмен       | Дисциплина     | 1     | 2     | 3     | 4     | 5     | 6     | 7     | 8     | 9     | 10    | 11    | 12    | 13    | 14    | 15    | M*    | Баллы | Место |
| --------------- | -------------- | ----- | ----- | ----- | ----- | ----- | ----- | ----- | ----- | ----- | ----- | ----- | ----- | ----- | ----- | ----- | ----- | ----- | ----- |
| Вишну Сараванан | Мужчины ILCA 7 |       |       |       |       |       |       |       |       |       |       | —     | —     | —     | —     | —     |       |       |       |
| Нетра Куманан   | Женщины ILCA 6 |       |       |       |       |       |       |       |       |       |       | —     | —     | —     | —     | —     |       |       |       |

M = Медальная гонка; EL = Выбыл – не участвовал в медальной гонке

## Стрельба
Индия завоевала девятнадцать мест в различных дисциплинах олимпийского турнира стрелков через различные этапы отбора, включая Чемпионаты мира по стрельбе 2022 и 2023 годоы, чемпионаты Азии 2023 и 2024 годов. Состав индийской стрелковой команды на Олимпиаде был определен на основе средних результатов стрелков в трех из четырех отборочных испытаний, утвержденных Национальной стрелковой ассоциацией Индии (NRAI) в начале сезона 2024 года.
Мужчины
| Спортсмен              | Дисциплина                            | Квалификация | Квалификация | Полуфинал | Полуфинал | Финал | Финал |
| Спортсмен              | Дисциплина                            | Баллы        | Место        | Баллы     | Место     | Баллы | Место |
| ---------------------- | ------------------------------------- | ------------ | ------------ | --------- | --------- | ----- | ----- |
| Свапнил Кусале         | Винтовка из трёх положений, 50 метров |              |              |           |           |       |       |
| Айшвари Пратап Сингх   | Винтовка из трёх положений, 50 метров |              |              |           |           |       |       |
| Сандип Сингх           | Пневматическая винтовка, 10 метров    |              |              |           |           |       |       |
| Арджун Бабута          | Пневматическая винтовка, 10 метров    |              |              |           |           |       |       |
| Сарабжот Сингх         | Пневматический пистолет, 10 м         |              |              |           |           |       |       |
| Арджун Сингх Чима      | Пневматический пистолет, 10 м         |              |              |           |           |       |       |
| Аниш Бханвала          | Скорострельный пистолет, 25 метров    |              |              |           |           |       |       |
| Виджайвир Сидху        | Скорострельный пистолет, 25 метров    |              |              |           |           |       |       |
| Бхоунеш Мендиратта     | Трап                                  |              |              |           |           |       |       |
| Анантджит Сингх Нарука | Скит                                  |              |              |           |           |       |       |

Женщины
| Спортсмен          | Дисциплина                            | Квалификация | Квалификация | Полуфинал | Полуфинал | Финал | Финал |
| Спортсмен          | Дисциплина                            | Баллы        | Место        | Баллы     | Место     | Баллы | Место |
| ------------------ | ------------------------------------- | ------------ | ------------ | --------- | --------- | ----- | ----- |
| Сифт Каур Самра    | Винтовка из трёх положений, 50 метров |              |              |           |           |       |       |
| Анджум Муджил      | Винтовка из трёх положений, 50 метров |              |              |           |           |       |       |
| Рамита Джиндал     | Пневматическая винтовка, 10 метров    |              |              |           |           |       |       |
| Элавенил Валариван | Пневматическая винтовка, 10 метров    |              |              |           |           |       |       |
| Ману Бхакер        | Пневматический пистолет, 10 м         |              |              |           |           |       |       |
| Ритм Сангван       | Пневматический пистолет, 10 м         |              |              |           |           |       |       |
| Ману Бхакер        | Пистолет, 25 метров                   |              |              |           |           |       |       |
| Эша Сингх          | Пистолет, 25 метров                   |              |              |           |           |       |       |
| Раджешвари Кумари  | Трап                                  |              |              |           |           |       |       |
| Ганемат Сехон      | Скит                                  |              |              |           |           |       |       |
| Махешвари Чохан    | Скит                                  |              |              |           |           |       |       |

Микст
| Спортсмен | Дисциплина                         | Квалификация | Квалификация | Полуфинал | Полуфинал | Финал | Финал |
| Спортсмен | Дисциплина                         | Баллы        | Место        | Баллы     | Место     | Баллы | Место |
| --------- | ---------------------------------- | ------------ | ------------ | --------- | --------- | ----- | ----- |
|           | Пневматическая винтовка, 10 метров |              |              |           |           |       |       |
|           | Пневматический пистолет, 10 метров |              |              |           |           |       |       |
|           | Скит                               |              |              |           |           |       |       |

## Стрельба из лука
Индия получила одно место на участие в мужском личном олимпийском турнире лучников на Азиатском континентальном квалификационном турнире 2023 года в Бангкоке, Таиланд.
| Спортсмен          | Дисциплина                        | Предварительный раунд | Предварительный раунд | 1/64          | 1/32          | 1/16          | Четвертьфиналы | Полуфиналы    | Финал / За 3 место | Финал / За 3 место |
| Спортсмен          | Дисциплина                        | Результат             | Посев                 | Соперник Счет | Соперник Счет | Соперник Счет | Соперник Счет  | Соперник Счет | Соперник Счет      | Место              |
| ------------------ | --------------------------------- | --------------------- | --------------------- | ------------- | ------------- | ------------- | -------------- | ------------- | ------------------ | ------------------ |
| Дхираж Боммадевара | Мужчины индивидуальное первенство |                       |                       | 0             |               |               |                |               |                    |                    |

## Тяжёлая атлетика
Индия получила одно место в женских соревнованиях в соответствии с олимпийским рейтингом IWF.
| Спортсмен            | Категория        | Рывок     | Рывок | Толчок    | Толчок | Всего | Место |
| Спортсмен            | Категория        | Результат | Место | Результат | Место  | Всего | Место |
| -------------------- | ---------------- | --------- | ----- | --------- | ------ | ----- | ----- |
| Саикхом Мирабаи Чану | Женщины до 49 кг |           |       |           |        |       |       |

## Хоккей на траве
Мужская сборная Индии по хоккею на траве завоевала право участвовать в олимпийском турнире, выиграв Азиатские игры 2022 в Ханчжоу, Китай.
| Команда | Соревнование   | Групповая стадия | Групповая стадия | Групповая стадия | Групповая стадия | Групповая стадия | Групповая стадия | Четвертьфиналы | Полуфиналы    | Финал / За 3 место | Финал / За 3 место |
| Команда | Соревнование   | Соперник Счёт    | Соперник Счёт    | Соперник Счёт    | Соперник Счёт    | Соперник Счёт    | Место            | Соперник Счёт  | Соперник Счёт | Соперник Счёт      | Место              |
| ------- | -------------- | ---------------- | ---------------- | ---------------- | ---------------- | ---------------- | ---------------- | -------------- | ------------- | ------------------ | ------------------ |
| Индия   | Мужской турнир | Новая Зеландия   | Аргентина        | Ирландия         | Бельгия          | Австралия        |                  |                |               |                    |                    |

### Мужской турнир
Состав команды
- Команда из 16 игроков